# コンプレキシン
コンプレキシン（英: complexin）またはシナフィン（英: synaphin）は、神経細胞の細胞質に存在し、SNAREタンパク質複合体（SNAREpin）と高い親和性で結合するタンパク質ファミリーである。カルシウムの存在下では、輸送小胞タンパク質シナプトタグミンがコンプレキシンに置き換わり、SNAREタンパク質複合体は輸送小胞をシナプス前膜へ結合させることができるようになる。
コンプレキシンは、シナプス小胞の融合と神経伝達物質の放出に対し、阻害因子としても促進因子としても作用する。あるコンフォメーションではSNAREpinを固定し、小胞融合を防ぐが、他のコンフォメーションではSNAREpinを解放し、シナプトタグミンによる融合の開始を可能にする。コンプレキシンはシナプス小胞のエキソサイトーシスに必要であるわけではないが、神経伝達物質の放出を60–70%高めることがコンプレキシン遺伝子ノックアウトマウスを用いて示されている。融合に先立ってコンプレキシンは、それぞれ向かい合う膜に位置しているシンタキシンとシナプトブレビンの膜貫通領域の間の相互作用を促進し、エキソサイトーシスを促進する。コンプレキシンの欠損は、ヒトのいくつかの神経疾患と関連づけられている。

## 構造と結合
コンプレキシンは高度に帯電した細胞質基質タンパク質であり、親水的でグルタミン酸残基とリジン残基に富む。コンプレキシンの中央領域（アミノ酸48–70番）は逆平行αヘリックスとしてSNAREのコアに結合し、コンプレキシンをSNARE複合体へ結合させる。この領域はSNARE複合体にのみ選択的に結合し、個々の単量体SNAREタンパク質とは相互作用しない。コンプレキシンはシナプトブレビンとシンタキシンのヘリックスの間の溝に結合し、SNARE複合体のC末端部分を安定化する。

## 機能
コンプレキシンはシナプス小胞のエキソサイトーシスにおいて正の調節因子として作用し、神経細胞のSNARE複合体に選択的に結合する。コンプレキシンは小胞融合において促進因子と阻害因子の双方として作用する二重の機能を有している。この二重機能性は、シナプスに到達した脱分極刺激など、シナプス活性に依存している。コンプレキシンは融合を阻害し、SNARE複合体を固定するクランプとして、そして脱分極時には促進因子として作用することで、短期的応答変化に重要な放出可能プールなど、小胞プールのサイズを調節している。

### 融合の阻害
融合の阻害は、小胞の自発的なエキソサイトーシスを防ぐために必要である。コンプレキシンのようなクランプによるシナプス小胞プールの安定的な保持と融合の阻害が行われない場合、シナプスの自発発火の可能性が高まり、小胞プールの枯渇はより大規模なものとなる。こうした阻害機能を担うのは、コンプレキシンのC末端ドメインであると考えられている。いくつかの真核生物種では、コンプレキシンの変異が自発的エキソサイトーシス率の劇的な増加と関連づけられている。
コンプレキシンが小胞を機械的に係留し、融合を阻害する機構としては、SNARE複合体への結合による組み立ての阻害が行われている可能性がある。コンプレキシンのN末端のαヘリカルドメインはSNARE複合体のヘリカルバンドルへ組み込まれ、SNARE複合体のジッパリング（zippering）を阻害することが示唆されている。他の仮説では、コンプレキシンはシナプトタグミンの相互作用とは非依存的に、SNARE複合体をジグザグに架橋すると考えられている。近年のデータは前者のモデルを支持しているようである。シナプトタグミンはSNARE複合体との相互作用によって、カルシウムによって引き起こされる変化と類似したコンフォメーション変化が引き起こされる。カルシウム結合型構造のシナプトタグミンはコンプレキシンのクランプを解放する相互作用を形成し、膜融合とエキソサイトーシスを引き起こす。

#### カルシウムの影響
カルシウム濃度が低い場合、コンプレキシンによるクランプや小胞の自発的放出阻害効果は比較的強い。カルシウム濃度上昇時にはシナプトタグミンの活性が増大し、コンプレキシンのクランプ効果を除去するだけのエネルギーがもたらされる。

### 融合の促進
シナプスに刺激が伝達された際には、コンプレキシンは融合の促進も行う。コンプレキシンはクランプ機能とは独立してエキソサイトーシスの促進機能を有することが、C末端領域のノックアウトによって示されている。この経路はシナプトタグミン10によって媒介されている。

## シナプトタグミンとの結合
コンプレキシンをノックダウンした際には、シナプトタグミン1依存的なシナプス小胞のエキソサイトーシスとシナプトタグミン10依存的なIGF-1のエキソサイトーシスの双方が大きく損なわれる。このことは、コンプレキシンがシナプトタグミン間の機能的差異に関わらず、広くコファクターとして機能していることを示唆している。

## メンバー
- CPLX1（英語版）（CPLX1）
- CPLX2（英語版）（CPLX2）
- CPLX3（CPLX3）
- CPLX4（CPLX4）